# Aframomum makandensis
Aframomum makandensis là một loài thực vật có hoa trong họ Gừng. Loài này được Dhetchuvi mô tả khoa học đầu tiên năm 1995.